# 이수스페셜티케미컬
이수스페셜티케미컬(영어: Isu Specialty Chemical)은 대한민국의  정밀화학 기업이다. 전고체 배터리에 사용되는 고체전해질의 원료인 황화리튬을 생산 및 판매하고 있다.

## 역사
2023년 5월 31일 이수화학의 정밀화학 및 전고체전지소재 사업부문이 인적분할되어 설립되었다. 2023년 5월에 이수화학으로부터 분할 상장되었다.

## 같이 보기
- LG화학

## 참고문헌
1. ↑  이수스페셜티케미컬, 4거래일 연속 '강세'…차세대 배터리 기대감 뉴스핌 2025년 2월 17일